# 南方医科大学第五附属医院
南方医科大学第五附属医院是一座三级甲等综合医院，位于中华人民共和国广东省广州市从化区城郊街道从城大道566号，编制床位1500张，医养结合床位500张。

## 历史

### 2013年以前
1950年4月，从化县人民医院正式成立，并于1991年2月更名为“从化市人民医院”。2003年11月，从化市人民医院、从化市妇幼保健院合并，从化市中心医院正式成立。

### 2013年以后
- 2013年7月12日，广东省人民政府批示同意从化市中心医院整体并入南方医科大学江都医院，组建“南方医科大学第五附属医院”[3]。
- 2013年9月13日，“南方医科大学第五附属医院”正式挂牌[4][5]。
- 2014年1月11日，南方医科大学第五附属医院官方网站正式上线[6]。
- 2017年7月21日，南方医科大学第五附属医院被评为“三级甲等医院”[7]。
- 2018年10月11日，南方医科大学第五附属医院发布《关于编制南方医科大学第五附属医院门诊综合医疗区项目社会稳定风险分析工作的公示》[8]。
- 2020年10月23日，南方医科大学第五附属医院新门诊综合大楼（朝阳街门诊部迁建工程）正式开工[9]。
- 2022年5月27日，南方医科大学第五附属医院新门诊综合大楼（朝阳街门诊部迁建工程）实现主体结构封顶[10]。
- 2024年5月31日，南方医科大学第五附属医院新门诊综合大楼（朝阳街门诊部迁建工程）、感染性疾病楼完成竣工验收[11]。
- 2024年6月2日，南方医科大学第五附属医院新门诊综合大楼（朝阳街门诊部迁建工程）正式开业[12][13]。
- 2024年6月14日，南方医科大学第五附属医院朝阳街门诊部中医科门诊、中药房、中医治疗室及关节骨科门诊（中医正骨）搬迁至新门诊综合大楼[14]。
- 2024年7月10日，南方医科大学第五附属医院朝阳街门诊部停止对外运营服务[15]。
- 2024年8月8日，南方医科大学第五附属医院感染性疾病楼正式开业[16]。
- 2024年9月13日，南方医科大学第五附属医院举办新门诊综合大楼（朝阳街门诊部迁建工程）启用仪式[17]，并对外发布“便民惠民”十项举措和“科技赋能”十项行动[18]。